# 福爾摩沙人

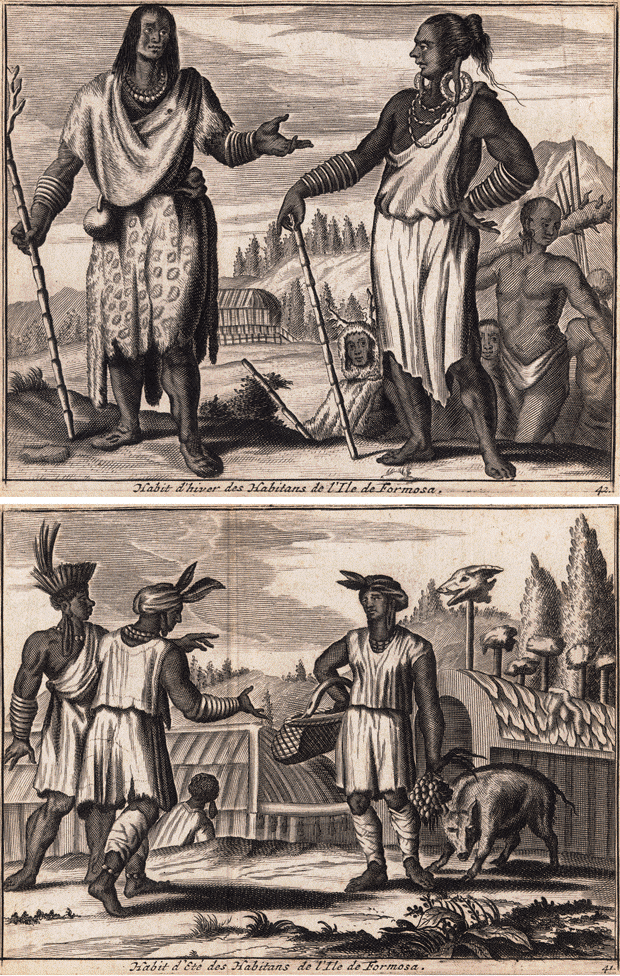
1670年荷蘭人所描繪的福爾摩沙人之長老與常民

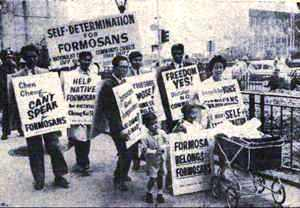
1961年旅美臺灣人在紐約聯合國外要求自由、自決、與福爾摩沙人的福爾摩沙（Formosa belongs to the Formosans）

福爾摩沙人，也被寫作福爾摩莎人，意即福爾摩沙島上的居民，是早期歐美世界對臺灣島居民的稱呼。在葡萄牙、荷蘭、西班牙等國早期涉臺文書記錄中常指臺灣原住民族，如西拉雅族。近年來，「福爾摩沙人」則被泛指出身臺灣者，並與廣義上的臺灣人通用（含外國移居而來的臺灣新住民），所以也有臺灣人以此自稱。

## 源流

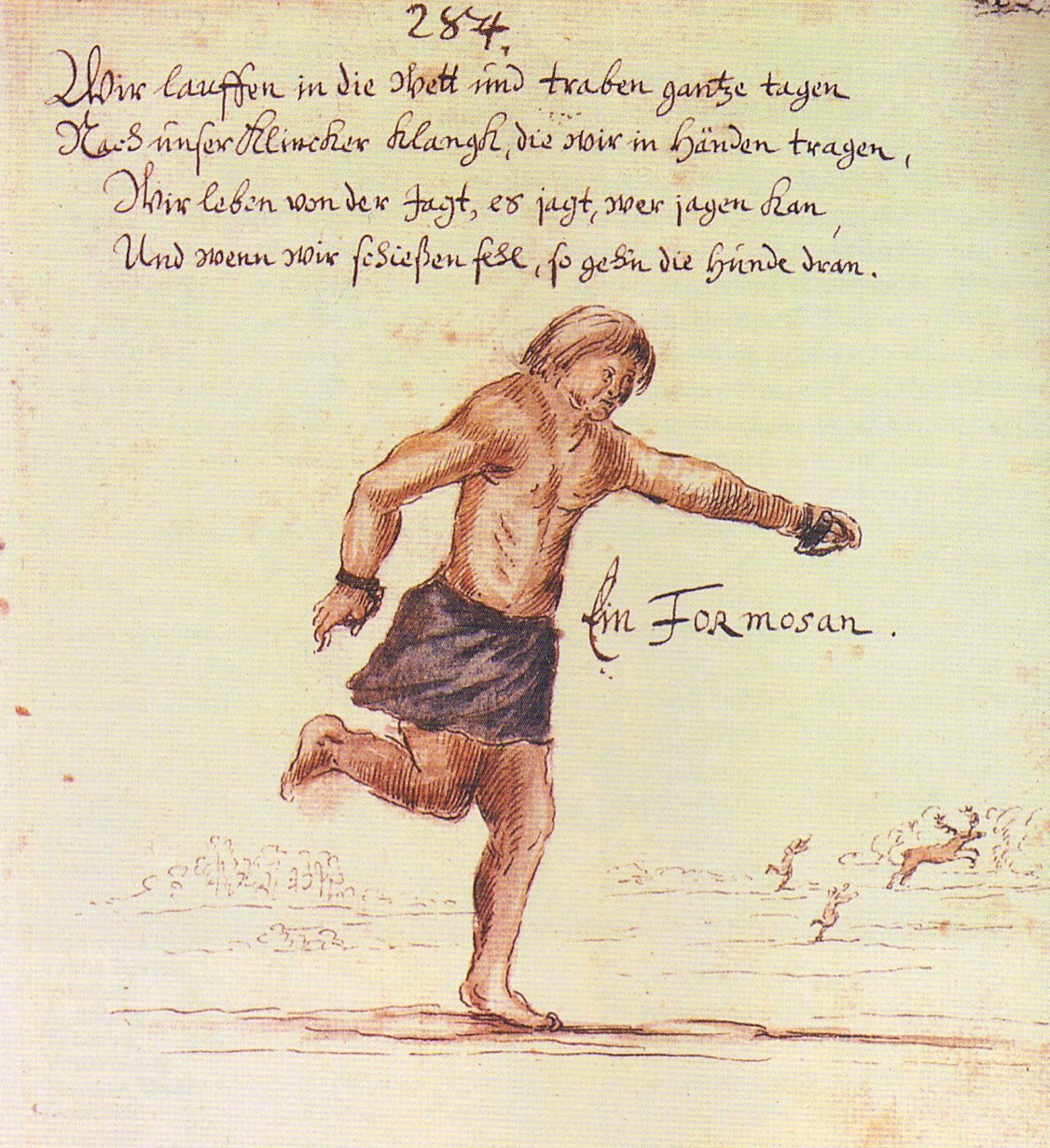
1648–1650年來台的荷蘭東印度公司德籍傭兵司馬爾卡頓手繪追鹿的「一個福爾摩沙人（Ein Formosan）」

全世界以福爾摩沙命名的地名遍及五大洲，其中，面積最大的為阿根廷北部內陸的福爾摩沙省，面積7.2萬km²，首府福爾摩沙市，有趣的是，福爾摩沙省部分區域與國際間最知名被稱為福爾摩沙島的臺灣有一部分區域是對蹠點。
臺灣島在早期被歐洲稱為「福爾摩沙島」，臺灣海峽則稱為「福爾摩沙海峽」，一般認為最早是16世紀中期，葡萄牙水手對臺灣島的驚嘆之語「Ilha Formosa!」，即美麗(Formosa)的島嶼(Ilha)之意。不過，當時葡萄牙人的殖民與貿易重心是在澳門與日本，台灣只是他們航海時經過的美麗景點，未曾登陸與探險。
十七世紀荷蘭東印度公司來台的德籍傭兵手繪平埔族追鹿，寫下“一個福爾摩沙人”。荷蘭首任駐臺牧師干治士（1627至1637年在臺）對當時臺灣先住民描述道：「總的來說，福爾摩沙人都很友善、忠實和善良。他們對外來人也很好客，以十分的誠意按照他們的方式拿出食物和飲料。…福爾摩沙人對朋友和盟友非常忠實...他們有很好的理解力，記憶力特別強，很容易明白和記住任何事情。」
公司的德國人傭兵司馬爾卡頓 1642-1652年的遊記《東西印度驚奇旅行記》（Die Wundersamen Reisen des Caspar Schmalkalden nach West- und Ostindien 1642-1652），日記中清楚描述了1648–1650年來台期間，臺灣及島上的住民，也留下多張珍貴的手繪畫，包括福爾摩沙人圖。他在遊記中提到狩獵之外，「福爾摩沙人最大的樂趣在於賽跑，那是在村落中固定的地方舉行，為此他們的年輕人和同儕在他們的慶典中相互鬥走。還說他們在奔跑時藉由手上的鐵環來製造清脆的聲響，使他們在跑步時能聽著協調步伐、輕快小跑」。

## 近現代
在西方世界，區隔外省人和本省人時，福爾摩沙人一詞被作為本省人的替代名詞，用於新聞報導中。如《紐約時報》於1947年3月29日對二二八事件的報導即描述「...10,000 Formosans were killed by the Chinese armed forces.（這些見證人估計大約有一萬名福爾摩沙人遭到中國軍隊屠殺。）」「...the actions of the Chinese soldiers there a "massacre". They said unarmed Formosans took over the administration of the town peacefully on March 4 and used the local radio station to caution against violence.（兩位接近屏東地區的外籍女士稱中國軍人的行為是『大屠殺』，沒有武裝的福爾摩沙人在三月四號和平的佔領市政府，並用廣播要求大家不要使用暴力。）」「 Chinese were well received and invited to lunch with the Formosan leaders.（中國人被善待還被邀請到福爾摩沙人領袖的家中共進午餐。）」「...unarmed Formosans had taken over the running of the city... Chinese soldiers from an outlying fort deployed through the streets killing hundreds with machine-guns and rifles and raping and looting. Formosan leaders were thrown into prison, many bound with thin wire that cut deep into the flesh.（一位英國人也描述發生在高雄類似的事件，福爾摩沙人佔領市政府，幾天後中國軍人由外港登陸，用機關槍、步槍搶劫與強姦婦女，共有數百人遭殺害。福爾摩沙人的領袖被逮捕入獄，許多人被鐵絲穿過身體串成一串。）」「Formosans... seeking United Nations' action on their case. Some have approached foreign consuls to ask that Formosa be put under the jurisdiction of Allied Supreme Command or be made an American protectorate. Formosan hostility to the mainland Chinese has deepened.（福爾摩沙人正要求聯合國採取行動，有些人聯繫外國大使，要求將台灣交由聯軍最高統帥治理，或是成為美國的保護地。福爾摩沙人對中國人的敵意已經加深。）」。
美國柏克萊加州大學教授施樂伯等曾受聯邦參議院外交委員會主席J·威廉·傅爾布萊特委託研擬亞洲情勢的「康隆報告」，東亞(東南亞)地區最敏感的議題是福爾摩沙，他認為美國承認福爾摩沙代表中國完全不切實際，因此建議美國迫使蔣政權放棄金門與馬祖外島，並准許福爾摩沙人有自決的權利，舉行公民投票成立共和國，由美國保障安全。
二次大戰後，海外的臺灣獨立運動即有「Formosans' Free Formosa」、「Formosa for Formosans」、「Free Formosa for Formosans」、世界福爾摩沙獨立聯盟（World United Formosans for Independence）、福爾摩沙人公共事務會（Formosan Association for Public Affairs）等口號與組織名稱。1966年，大費城地區台灣同鄉會會長羅福全等找出彭明敏、謝聰敏與魏廷朝在1964年發表的《福爾摩沙自救宣言》，翻成英文後製版，加上「Formosa for Formosans」的標題，以美金4300元的廣告費，在11月20日的《紐約時報》以半版的篇幅刊出台灣人自決的文宣，轟動一時。